# Seilbahn Gärten der Welt – Berlin
| Seilbahn Gärten der Welt – Berlin             | Seilbahn Gärten der Welt – Berlin         |
| --------------------------------------------- | ----------------------------------------- |
| Seilbahn Gärten der Welt in Berlin            |                                           |
| Strecke der Seilbahn Gärten der Welt – Berlin |                                           |
| Standort:                                     | Marzahn-Hellersdorf, Deutschland          |
| Bauart:                                       | GD10                                      |
| Baujahr:                                      | 2016                                      |
| Berg:                                         | Kienberg                                  |
| Talstation:                                   | Gärten der Welt – Blumberger Damm , 53 m. |
| Höhendifferenz:                               | 44 m                                      |
| Zwischenstation:                              | Wolkenhain , 97 m.                        |
| Höhendifferenz:                               | 41 m                                      |
| Bergstation:                                  | Kienbergpark – U Kienberg , 56 m.         |
| Höhendifferenz:                               | 44 m                                      |
| Streckenlänge:                                | 1570 m                                    |
| Fahrdauer:                                    | 5,15 min                                  |
| Anzahl der Gondeln:                           | 64 Stk.                                   |
| Anzahl der Stützen:                           | 10 Stk.                                   |
| Kapazität:                                    | 3000 Pers./Stunde                         |
| Hersteller:                                   | Leitner                                   |
| Betreiber:                                    | Grün Berlin GmbH                          |
| Website:                                      | Über das Projekt                          |
| Anmerkungen:                                  | Tal-Berg-Tal Kabinenbahn                  |

Die Seilbahn Gärten der Welt – Berlin, die zur Internationalen Gartenausstellung 2017 errichtet und während der Dauer der Ausstellung IGA-Seilbahn genannt wurde, ist eine Einseilumlaufbahn der Leitner AG im Berliner Bezirk Marzahn-Hellersdorf. Die Leitner AG hatte die Kosten für den Bau der Bahn von rund 14 Millionen Euro übernommen. Seit Januar 2021 ist Grün Berlin kommunaler Betreiber der Seilbahn. Der reguläre Fahrpreis der Seilbahn für Erwachsene beträgt 6,50 Euro. Darüber hinaus gibt es auch Monatskarten und Kombi-Tickets mit der Natur-"Bobbahn" auf dem Kienberg. Die Schwerbehindertenfreifahrt ist hier nicht gültig, es gibt jedoch einen Sondertarif. Bis 2023 soll die Einbindung der Seilbahn in die ÖPNV-Tarifstruktur geprüft werden.

## Geschichte und Beschreibung
Die von März bis September 2016 erbaute und am 13. April 2017 eröffnete Gondelbahn ist 1,5 Kilometer lang und führt in einer fünfminütigen Fahrt von der Station Kienbergpark (56 m ü. NHN) am U-Bahnhof Kienberg (Gärten der Welt) über die Mittelstation Wolkenhain (97 m ü. NHN) zur Zielstation Gärten der Welt (53 m ü. NHN) am Blumberger Damm, nahe dem dortigen Eingang. Die Anlage kann in jede Richtung 3000 Fahrgäste pro Stunde transportieren, wobei 64 Kabinen jeweils zehn Personen aufnehmen können.
Sechs der Kabinen haben als besondere Attraktion einen gläsernen Boden. Manche Kabinen besitzen keine Sitzplätze und sind somit für den Transport von Fahrrädern, Rollstühlen und Ähnlichem ausgelegt. Die Garagierung der Kabinen erfolgt in den beiden Endstationen und in einer Halle bei der Station Gärten der Welt – Blumberger Damm, diese Halle beherbergt außerdem die Ausstellung „Klettergärten der Welt“
Während der IGA wurden über drei Millionen Seilbahnfahrten absolviert, deren Benutzungsgebühr im Eintrittspreis von 20 Euro enthalten war.
Die sieben Stahlgittermasten halten ein Drahtseil, das die Benutzer durchschnittlich 30 Meter über der Parklandschaft schweben lässt. Die Geschwindigkeit beträgt maximal sechs Meter pro Sekunde.

## Nachnutzung
Nach der vorübergehenden Einstellung des Betriebs mit dem Ende der Gartenschau am 15. Oktober 2017 wurde dieser am 1. Dezember wieder aufgenommen. Die Seilbahn sollte für zunächst drei Jahre mit Option auf Verlängerung weiter betrieben werden. Der Betrieb erfolgt durch die Leitner Seilbahn Berlin GmbH in Abstimmung mit dem Berlin-eigenen Unternehmen Grün Berlin. Der Senat strebt den langfristigen Betrieb der Seilbahn bis mindestens 2033 an. Ab 2021 soll die landeseigene Grün Berlin GmbH die kaufmännische Betriebsführung übernehmen und den technischen Betrieb zunächst für die Jahre 2021 und 2022 bei der Firma Leitner Seilbahn Berlin GmbH weiter beauftragen. Diese verpachtet die Seilbahn an die Grün Berlin für ein jährliches Nutzungsentgelt in Höhe von 1,2 Millionen Euro, darüber hinaus werden die entstehenden Betriebs- und Nebenkosten in jährlicher Höhe von 717.000 Euro (indexiert) erstattet. Im November 2022 teilte die Grün Berlin mit, dass der Vertrag nunmehr bis 2033 verlängert wurde und insgesamt rund 15 Millionen Euro dafür in den Haushalt eingestellt wurden.